# مرصد الفلك العالي الطاقة 3
مرصد الفلك العالي الطاقة 3 (هيو- 3) هو مرصد فضائي تابع لبرنامج مرصد علم الفلك العالي الطاقة الذي أطلقتة الإدارة الوطنية للملاحة الجوية والفضاء في أواخر السبعينات وأوائل الثمانينات . شمل البرنامج سلسلة من ثلاث مركبات فضائية كبيرة ذات مدارات أرضية منخفضة ويعتبر مرصد الفلك العالي الطاقة 3 أخر مرصد تابع لهذا البرنامج.تم إطلاق مرصد الفلك العالي الطاقة- 3 في 20 سبتمبر 1979 على متن مركبة الاطلاق أطلس سينتور، إلى مدار أرضي منخفض شبة دائري يميل 43.6 درجة ولة حضيض أولي قدرة 486.4 كم.وضع التشغيل القياسي للمرصد هو مسح سماوي متواصل، من خلال القيام بدورة كاملة مرة واحدة كل 20 دقيقة حول المحور العيني للمركبة الفضائية. وبلغ مجموع كتلة المرصد عند الإطلاق 660 2 كيلوغراما (864,3 5 رطل).
تضمن المرصد ثلاث أدوات وهي أداة واحدة تستكشف السماء في الأشعة السينية وأشعة غاما،والبقية مكرسة لرصد الأشعة الكونية.